# Château-Vieux (Bayonne)
Pour les articles homonymes, voir Château-Vieux.
Le Château-Vieux est une forteresse médiévale, située à Bayonne, ville de la région Nouvelle-Aquitaine, en France.

## Histoire

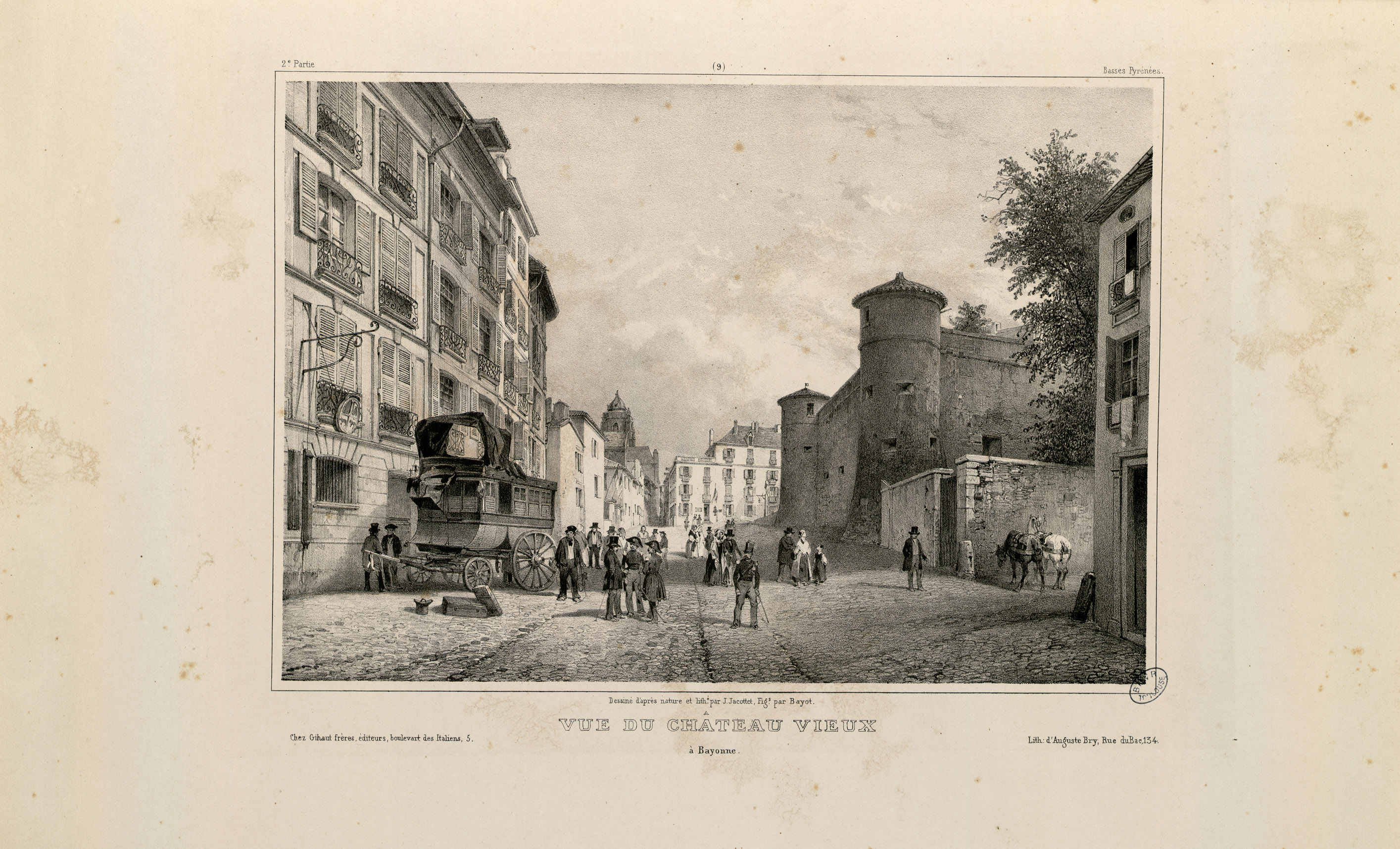
Vue du Château-Vieux (entre 1841-1842)

Le Château-Vieux est construit en bordure du site d'un castrum romain qui abritait la garnison et l'administration de la région nommée « Lapurdum ».
À partir de la fin du XIe siècle, les vicomtes de Labourd édifient une forteresse qui s'appuie sur trois tours romaines puissamment renforcées.
Elle prend le nom de Château-Vieux à la fin du XVe siècle, après la construction d'un nouveau château, dit château-neuf, dans le quartier du Petit-Bayonne.
Au XVIIe siècle, sur les ordres de Vauban qui entreprend de fortifier la place, le château devient le point d'appui nord-ouest. Le Donjon est détruit, et on lui ajoute une avant-cour fortifiée.
Il est épargné par les modifications apportées plus tard au système de fortifications de Vauban. Il est également classé monument historique par arrêté du 7 novembre 1931.
Le Château-Vieux, propriété de l'Armée, est depuis toujours le siège des autorités militaires de la ville, qui accueille le 1er RPIMa.